# نایب‌الحکومه

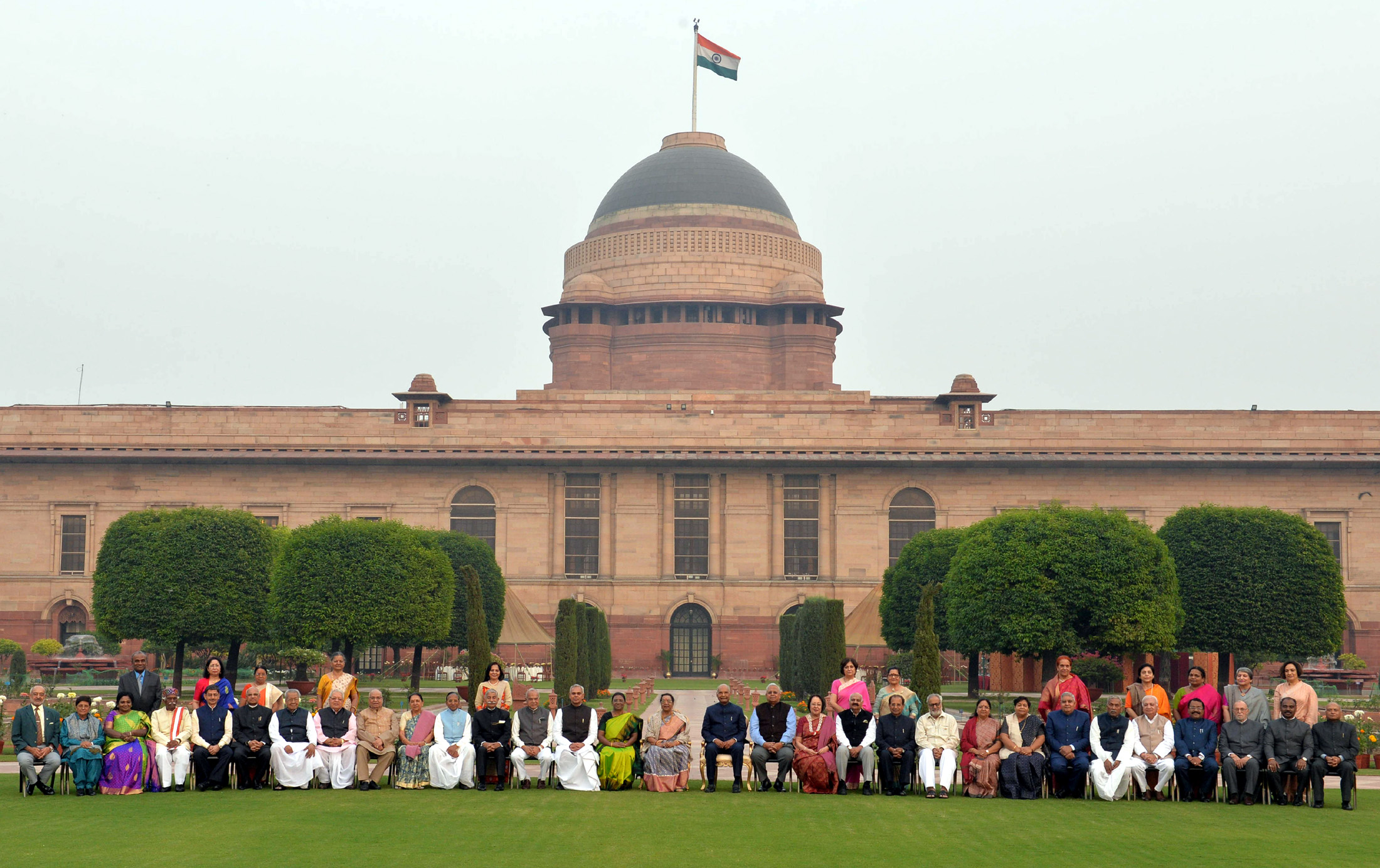
رئیس جمهور، شری رام نات کویند به همراه فرمانداران ایالات و ستوان فرمانداران و مدیران UTs، در آستانه "کنفرانس فرمانداران -2019"، در رشت پارتی بهاوان، در دهلی نو در 22 نوامبر 2019.

نایب‌الحکومه (به انگلیسی: lieutenant governor) شخصی است که به نیابت از حاکم (والی)، بر یک قلمرو فرمان می‌رانَد. قلمروِ نایب‌الحکومه در دوره‌های زمانی و کشورهای مختلف، متفاوت است و ممکن است از یک ایالت تا یک شهر متغیر باشد.

## در ایران
روزنامه اختر در شماره ۵۱ خود به تاریخ ۶ ربیع‌الاول ۱۲۹۳ قمری (۱۳ فروردین ۱۲۵۱) حدود حکمرانی نایب‌الحکومه را پایین‌تر از والی ذکر کرده‌است. نایب‌الحکومه که در دوران قاجاریان به آن پیشکار حکومت نیز می‌گفتند مسئول ادارهٔ «بلوکات»، «شهرهای جزو بلوکات» و «نواحی»، «دهات» و «کرسی‌های ولایات» —به استثنای دارالخلافهٔ تهران— بود. مطابق قانون تشکیل ایالات و ولایات و دستورالعمل حکام مصوب سال ۱۲۸۶ شمسی، انتصاب کدخدای هر روستا از اختیارات نایب‌الحکومه بود. قلمروی حکومتِ نایب‌الحکومه بلوک بود که معادل با بخش در تقسیمات فعلی است. همچنین طبق نظام‌نامهٔ بلدیه‌ها مصوب سال ۱۳۰۹ شمسی، رئیس بلدیه پس از تصویب نهایی وزارت داخله انتخاب می‌شد؛ اگر وزارت داخله صلاح می‌دید ریاست بلدیه را بر عهدهٔ حاکم یا نایب‌الحکومه می‌گذاشت. حدود اختیارات، وظایف و جایگاه قانونی نایب‌الحکومه توسط قانون تقسیمات کشور مصوب سال ۱۳۱۶ به بخشدار واگذار شد.